# Tuningstjärnen
Tuningstjärnen är en sjö i Strömsunds kommun i Ångermanland och ingår i Ångermanälvens huvudavrinningsområde. Sjön har en area på 0,16 kvadratkilometer och ligger 247 meter över havet.

## Delavrinningsområde
Tuningstjärnen ingår i det delavrinningsområde (709950-153308) som SMHI kallar för Utloppet av Tuningstjärnen. Medelhöjden är 282 meter över havet och ytan är 6,85 kvadratkilometer. Det finns inga avrinningsområden uppströms utan avrinningsområdet är högsta punkten. Vattendraget som avvattnar avrinningsområdet har biflödesordning 5, vilket innebär att vattnet flödar genom totalt 5 vattendrag innan det når havet efter 185 kilometer. Avrinningsområdet består mestadels av skog (73 procent). Avrinningsområdet har 0,24 kvadratkilometer vattenytor vilket ger det en sjöprocent på 3,4 procent.